# Medal „Zasłużony Kulturze Gloria Artis”
Medal „Zasłużony Kulturze Gloria Artis” (łac. chwała sztuce) – polskie odznaczenie resortowe, nadawane przez Ministra Kultury i Dziedzictwa Narodowego osobie lub instytucji wyróżniającej się w dziedzinie twórczości artystycznej, działalności kulturalnej lub ochronie kultury i dziedzictwa narodowego.
Medal nadawany jest w oparciu o ustawę z dnia 17 czerwca 2005 r. o zmianie ustawy o organizowaniu i prowadzeniu działalności kulturalnej oraz o zmianie ustawy o systemie oświaty. Zastąpił odznakę „Zasłużony Działacz Kultury”.

## Charakterystyka
Odznaczenie ma trzy stopnie:
- I stopień – Złoty Medal „Zasłużony Kulturze Gloria Artis”,
- II stopień – Srebrny Medal „Zasłużony Kulturze Gloria Artis”,
- III stopień – Brązowy Medal „Zasłużony Kulturze Gloria Artis”.

Minister nadaje medal z własnej inicjatywy lub na wniosek innych ministrów lub kierowników urzędów centralnych, rektorów szkół wyższych, marszałków województw, wojewodów, władz statutowych ogólnopolskich organizacji społecznych lub stowarzyszeń prowadzących statutową działalność kulturalną, kierowników placówek dyplomatycznych lub konsularnych Rzeczypospolitej Polskiej.
Medal stopnia wyższego można otrzymać po upływie 5 lat od nadania medalu stopnia bezpośrednio niższego. W przypadkach uzasadnionych wybitnymi osiągnięciami kandydata można odstąpić od powyższego wymogu.
Autorem projektu medalu jest Piotr Gawron.

## Wygląd
Medal, wykonany z pozłacanego, posrebrzanego lub brązowo patynowanego tombaku, ma kształt kwiatu o nieregularnych płatkach, pokrytych na awersie zieloną, niebieską lub ciemnoczerwoną emalią, w zależności od stopnia. Na awersie znajduje się wizerunek orła w koronie, na rewersie głowa kobiety w wieńcu laurowym, nad którą widnieje półkolisty napis GLORIA ARTIS.  Średnica odznaki Medalu Złotego wynosi 70 mm, Srebrnego 55 mm, a Brązowego 40 mm.
Złoty medal jest noszony na wstędze na szyi, medal srebrny i brązowy po lewej stronie piersi na wstążce, wg starszeństwa za odznaczeniami państwowymi. Wstążka medalu złotego ma długość 680 mm i szerokość 50 mm, jest koloru ciemnozielonego z dwoma pionowymi paskami – białym i czerwonym szerokości 13 mm. Wstążka medalu srebrnego ma długość 60 mm i szerokość 35 mm, jest koloru niebieskiego z dwoma pionowymi paskami – białym i czerwonym szerokości 5 mm. Wstążka medalu brązowego ma długość 55 mm i szerokość 35 mm, jest koloru bordowego z dwoma pionowymi paskami – białym i czerwonym szerokości 5 mm.
Wyróżnione osoby fizyczne, osoby prawne lub jednostki organizacyjne otrzymują również miniaturę medalu, której odznaka jest jednostronnie tłoczona, patynowana. Ma średnicę 17 mm i przedstawia, w zależności od stopnia medalu, rewers medalu złotego, srebrnego lub brązowego, barwiony farbą żywiczną koloru właściwego dla danego stopnia medalu: zielonego, niebieskiego lub wiśniowego.

## Odmowy przyjęcia
W lutym 2015 Alina Cała odmówiła przyjęcia Brązowego Medalu z rąk Małgorzaty Omilanowskiej na znak protestu wobec sytuacji w Żydowskim Instytucie Historycznym, który jest – jej zdaniem – bardzo źle zarządzany.
W lutym 2016 na ceremonii przyznawania medali przez ministra Piotra Glińskiego nie pojawili się Kazimierz Orłoś i Piotr Matywiecki (Złote Medale), Tomasz Łubieński, Iwona Smolka, Adriana Szymańska (Srebrne Medale), Maria Jentys-Borelowska i Grzegorz Kasdepke (Brązowe Medale).